# ヒルト
ヒルト（ゲブラー-ヒルトモトーレン、Göbler-Hirthmotoren GmbH）はドイツのベンニンゲンに拠点を置く航空機エンジンの製造会社。

## 歴史
1920年にヘルムート・ヒルトがヘルムート・ヒルト・フェアズークスバウ（Hellmuth Hirth Versuchsbau）として創業し、その後社名変更してライヒトメタル-ヴェルケ（Leichtmetall-Werke GmbH）、さらにエレクトロンメタル（Elektronmetall GmbH）として軽合金製のエンジン部材を生産した。1927年、ヒルトは分社してヒルト・モトーレン（Hirth Motoren GmbH、後のマーレ）となる。ヒルト・モトーレンが最初に開発したエンジンは空冷倒立直列4気筒のHM 60である。これは1931年に発売され成功を収めた。同社は改良を施したHM 60Rを製造したほか、気筒数を6や8、あるいは12に増やした派生型も生産し、ドイツを代表するエンジン製造会社になった。
1938年、ヒルトが飛行機事故で亡くなるとドイツ航空省により国有化され、1941年にはハインケルと合併してハインケル-ヒルト（Heinkel-Hirth）になった。エンジンシリーズの生産は継続されハインケル社の設備もヒルトエンジンの生産に用いられ、そこで働いていたハンス・フォン・オハインは一連のジェットエンジンを開発したが政治的要因を含む複数の理由で広く使用されなかった。
第二次世界大戦の終結に伴い合併は解消され、再びヒルトは独立した。ドイツが占領を解かれるまで小型の定置式エンジンやスノーモービル用のエンジンを製造した。1965年にヒルトは航空機用エンジンの製造に復帰したが、1974年に任意清算してハンス・ゲブラー（Hans Göbler）に買収され、2ストロークのエンジンの製造に戻った。
1980年代の超軽量飛行機の始まりに伴い、ヒルトは機体を開発してこの分野で名の知れた製造会社となった。

## エンジン

### レシプロ
- ヒルト HM 60
- ヒルト HM 504 - 4気筒空冷倒立エンジン、105 hp　日本で日立 初風としてライセンス生産
- ヒルト HM 506 - 6気筒空冷倒立エンジン、165 hp
- ヒルト HM 508 - V型8気筒空冷倒立エンジン、280 hp
- ヒルト HM 512 - V型12気筒空冷倒立エンジン、400 hp

### タービン式
- ハインケル-ヒルト HeS 001 - 最初に運転されたジェットエンジン。
- ハインケル-ヒルト HeS 003 - 最初に飛行したジェットエンジン。
- ハインケル-ヒルト HeS 30 - 006 として知られる。初期のドイツ製ジェットエンジンでは最も優れた設計の一つとされるが、政治的な理由で開発が中止された。
- ハインケル-ヒルト HeS 40 - "一定体積" 燃焼エンジン　バルブ付きの燃焼室を6つ備え、ピストンエンジンに見られるオットー・サイクルに近い動作を行う。実機は製作されなかった。
- ハインケル-ヒルト HeS 50 - 長時間飛行のためのダクテッドファンユニットを備える。
- ハインケル-ヒルト HeS 60 - HeS 50にタービン段を追加したもの。
- ハインケル-ヒルト HeS 011 - 先進的な2軸式設計。戦中には完成せず、戦後アメリカで完成。